# British Rail 92 sorozat
A British Rail 92 sorozat egy angol villanymozdony-sorozat. 1993 és 1996 között gyártotta az Asea Brown Boveri és Brush Traction. Összesen 46 db készült belőle. 25 kV 50 Hz-es felsővezetékről és 750 V-os harmadik sínről egyaránt üzemképes, vezérelhető vezérlőkocsival, és tud szinkronban működni másik mozdonnyal. A gépek közül 7 darabot az Europorte cég üzemeltetett a Csatorna-alagút teherforgalmához.

## Üzemeltetők
| Alsorozat | Darabszám (év) | Pályaszám                                                                                       | Üzemeltető              |
| --------- | -------------- | ----------------------------------------------------------------------------------------------- | ----------------------- |
| 92/0      | 46 (1993–1996) | 92001, 92003, 92039                                                                             | DB Cargo Romania        |
| 92/0      | 46 (1993–1996) | 92002, 92005, 92012, 92024, 92026                                                               | Transagent Rail Croatia |
| 92/0      | 46 (1993–1996) | 92004, 92007–92009, 92011, 92013, 92015–92017, 92019, 92029, 92031, 92035–92037, 92041, 92042   | DB Cargo UK             |
| 92/0      | 46 (1993–1996) | 92006, 92010, 92014, 92018, 92020, 92021, 92023, 92028, 92032, 92033, 92038, 92040, 92043–92046 | GB Railfreight          |
| 92/0      | 46 (1993–1996) | 92022, 92025, 92027, 92030, 92034                                                               | DB Cargo Bulgaria       |